# Райс Тауншип (округ Лузерн, Пенсільванія)
Райс Тауншип (англ. Rice Township) — селище (англ. township) в США, в окрузі Лузерн штату Пенсільванія. Населення — 3632 особи (2020).

## Демографія
Згідно з переписом 2010 року, у селищі мешкало 3335 осіб у 1232 домогосподарствах у складі 965 родин. Було 1312 помешкання
Расовий склад населення:
| - 92,9 % — білих - 3,2 % — азіатів - 1,5 % — чорних або афроамериканців - 0,1 % — корінних американців |

До двох чи більше рас належало 1,5 %. Частка іспаномовних становила 2,3 % від усіх жителів.
За віковим діапазоном населення розподілялося таким чином: 26,9 % — особи молодші 18 років, 62,5 % — особи у віці 18—64 років, 10,6 % — особи у віці 65 років та старші. Медіана віку мешканця становила 40,1 року. На 100 осіб жіночої статі у селищі припадало 95,1 чоловіків;  на 100 жінок у віці від 18 років та старших — 93,3 чоловіків також старших 18 років.
Середній дохід на одне домашнє господарство  становив 103 433 долари США (медіана — 88 300), а середній дохід на одну сім'ю — 113 454 долари (медіана — 98 594). Медіана доходів становила 68 958 доларів для чоловіків та 40 000 доларів для жінок. За межею бідності перебувало 6,2 % осіб, у тому числі 11,6 % дітей у віці до 18 років та 5,5 % осіб у віці 65 років та старших.
Цивільне працевлаштоване населення становило 2067 осіб. Основні галузі зайнятості: освіта, охорона здоров'я та соціальна допомога — 25,3 %, виробництво — 14,1 %, роздрібна торгівля — 11,3 %, науковці, спеціалісти, менеджери — 9,6 %.